# Efekt przekonania
Efekt przekonania – błąd poznawczy, do którego dochodzi, gdy siła argumentów jest oceniana subiektywnie na podstawie wiarygodności lub prawdopodobieństwa, a nie tego, jak silne lub prawdziwe są one w rzeczywistości w świetle konkluzji.
Osoba z takim zaburzeniem podczas wnioskowania na drodze dedukcji ocenia poprawność swojego rozumowania na podstawie konkluzji, choć powinna wziąć pod uwagę cały tok rozumowania danego wątku.
W serii eksperymentów (Evans, 1983) badanym przedstawiano argumentację logiczną i proszono o ocenę, na ile konkluzja wynika z przedstawionych argumentów. Badani jednak zamiast oceniać „poprawność” argumentacji, podświadomie oceniali „zgodność” konkluzji z własnymi przekonaniami.
Świadomość występowania takiego błędu jest szczególnie istotna w dziedzinach opierających się na obiektywnej ocenie przesłanek: sądownictwie, medycynie i badaniach naukowych.